# Supermarine Sea Otter
Supermarine Sea Otter var et britisk amfibiefly, udviklet og bygget af Supermarine; det var en videreudvikling af Walrus med større rækkevidde, og det var det sidste biplans-flyvebåd som Supermarine designede; det var også det sidste biplan, der trådte i tjeneste ved Royal Navy, RAF og Flyvevåbnet.

## Design og udvikling
Den væsentligste forskel mellem Walrus og Sea Otter var i motorens placering; Walrus havde en bagudvendt motor med en skubbepropel, og Sea Otters motor vendte fremad med en mere konventionel trækpropel.
Der foregik en betydelig udvikling af motor/propelkombinationen under designfasen af Sea Otter, som i øvrigt var blevet kaldt "Stingray" i konceptstadiet. Den oprindelige prototype var forsynet med en Bristol Perseus XI stjernemotor med en to-bladet propel, som gav utilstrækkelig trækkraft. En to-trins stilbar trebladet propel blev forsøgt, senere blev det forsøgt med en firebladet type af usædvanlig konstruktion - de to bladpar havde en vinkel på 35° imod hinanden, i stedet for de normale 90°.
Den første flyvning fandt sted den 23. september 1938, men det var først i januar 1942 at det britiske luftfartsministerium udstedte en produktionsordre. På grund af problemer med kølingen af Perseus-motoren, blev produktionsflyene udrustet med en Bristol Mercury XXX motor med en trebladet propel.
Efter krigen blev en del Sea Otters konverteret til civil anvendelse. Kabinen blev lydisoleret og forsynet med opvarmning. Der var sæder til fire passagerer, et kemisk toilet, og stuverum til bagage. Eftersom nogle skulle anvendes til bushflyvning i fjerntliggende egne var alsidighed af største betydning. For at muliggøre fragttransport blev kabinegulvet forstærket og forsynet med fastgørelsespunkter, og passagersæderne kunne let fjernes.

## Produktion
Af de oprindeligt 592 bestilte fly, blev kun 292 bygget på grund af Anden Verdenskrigs afslutning. Syv fly blev efter krigen indkøbt af Flyvevåbnet, og otte andre blev leveret til den Hollandske Flådes Flyvetjeneste. Den Franske Kolonitjeneste indkøbte seks Sea Otter, som blev anvendt i Fransk Indokina.

## Operationel historie
Sea Otter blev under 2. Verdenskrig benyttet af både RAF og Royal Navy til søredning og patruljering.
Sea Otter var det sidste biplan indkøbt af Flyvevåbnet - og det første fly med optrækkeligt understel.
Flyet blev anskaffet, dels til Søredningstjenesten, dels som skolefly beregnet på de piloter der skulle fortsætte til Catalina. Nogle piloter syntes meget dårligt om flyet - motorens placering over tyngdepunktet gav nogle egenartede flyveegenskaber.
De første blev leveret 19. december 1946, det sidste ankom i november 1947. Flyene havde holdere til maskingeværer, bomber og et forældet radarsystem som hurtigt blev demonteret. Et ottende, ikke flyvedygtigt fly, blev indkøbt til reservedele.
Den sidste danske Sea Otter blev taget ud af tjeneste 3. maj 1952.

## Varianter
Sea Otter Mk I
Rekognoscerings- og kommunikations amfibiefly.
Sea Otter Mk II
Søredningsamfibiefly.

## Operatører
Australien
- Royal Australian Navy - antal ukendt

 Danmark
- Flyvevåbnet - Syv ex-RAF fly mellem 1947 og 1952

 Egypten
- Det Egyptiske Luftvåben (Egyptian Air Force (EAF); arabisk: القوات الجوية المصرية) - antal ukendt

 Frankrig
- Den Franske Flådes Lufttjeneste (fransk: Aeronavale) - antal ukendt
- De Franske Kolonitropper (fransk: Troupes Coloniales) - benyttede seks ex-RAF fly i Indokina mellem 1947 og 1952.

 Holland
- Den Hollandske Flådes Lufttjeneste (nederlandsk: Marine-Luchtvaartdienst, MLD) - inkl. ASR tjeneste ombord på det lette hangarskib Karel Doorman (R81) - antal ukendt

 Storbritannien
- Royal Air Force - antal ukendt
- Royal Navy - antal ukendt

## Specifikationer (Sea Otter)
| Besætning:      | Fire                   | Pilot, Navigatør, 2 skytter                 |
| Længde:         | 39 ft. 10¾ in.         | 12,16 m                                     |
| Højde:          | 15 ft. 1½ in.          | 4,61 m                                      |
| Spændvidde:     | 46 ft. 0 in.           | 14,02 m                                     |
| Vingeareal:     | 610 ft²                | 56,7 m²                                     |
| Tomvægt:        | 6.805 lb               | 3.093 kg                                    |
| Max. vægt:      | 10.000 lb              | 4.545 kg                                    |
| Motor:          | Bristol Mercury XXX    | stjernemotor                                |
| Effekt:         | 965 hk                 | 720 kW                                      |
| Propel:         | 1 stk.                 | 3-bladet                                    |
| Max. fart:      | 163 mph                | 142 knots, 262 km/t ved 4.500 ft. (1.370 m) |
| Rækkevidde:     | 690 mi                 | 600 NM, 1,111 km                            |
| Med ekstratank: | 920 mi                 | 800 NM, 1,480 km                            |
| Max.flyvehøjde: | 17.000 ft.             | 5.180 m                                     |
| Stigehastighed: | 870 ft/min             | 4,4 m/s                                     |
| Bevæbning:      | 3 stk .303 in (7.7 mm) | Vickers maskingevær, 1 forude, 2 agter      |
|                 | 4 × 250 lb (110 kg)    | bomber                                      |

## Overlevende fly
Der er ingen museer, der ejer et komplet fly. Australia's Museum of Flight har næsesektionen af JN200, en Sea Otter der tjente ved Royal Australian Navy.
Danmarks Flymuseum har tilsyneladende kun fotos af flyene.